# Tulpehocken
Tulpehocken è una township degli Stati Uniti d'America, nella contea di Berks nello Stato della Pennsylvania. Secondo il censimento del 2000 la popolazione è di 3.290 abitanti.

## Società

### Evoluzione demografica
La composizione etnica vede una maggioranza di bianchi (92,74%), seguita dagli afroamericani (3,80%).
| Township di Tulpehocken Popolazione |       |
| 2000                                | 3.290 |
| Stima al 2009                       | 3.569 |